# Тучный, Михал
Михал Тучный (чеш. Michal Tučný; 11 января 1947, Прага — 11 марта 1995) — чешский певец, кантри-музыкант.
Родился в 1947 году в Праге, его мать была историком искусства, отец — графиком. Музыкальную карьеру начал в 14 лет в диксиленде. В 1967 году участвовал в первом чешском фестивале кантри-музыки «Порта» в качестве гостя группы «Rangers». В 1969 году Тучный становится солистом группы «Greenhorns». В 1974 году он перешёл в группу «Fešáci», а в 1980 году создал собственный коллектив «Tučňáci» (с чеш. — «Пингвины»). Дискография Тучного насчитывает более 30 альбомов и сборников.
Умер в возрасте 48 лет от рака печени.

## Неполная дискография
- «Greenhorns» — «Greenhorns`71» 1971
- «Greenhorns» — «Na Sluneční Straně C & W Music» 1971
- «Zelenáči» — «Greenhorns`72» 1972
- «Greenhorns» — «Greenhorns '73 - Hromskej Den Zelenáčů» 1974
- «Fešáci» — «Ostrov Fešáků» 1975
- «Fešáci» — «Salon Fešáků» 1978
- «Tučňáci» — «Poslední kovboj» 1982
- Rattlesnake Annie, Michal Tucny, «Tučňáci» - Anka Chrestys & Posledni kovboj 1983
- «Tučňáci» — «Stodola Michala Tučného» 1984
- «Tučňáci» — «Jak chcete žít bez koní» 1985
- Michal Tucny, Zdeněk Rytíř, «Tučňáci» — «Jak to doopravdy bylo s Babinským» 1986
- Michal Tucny — «Ve Valdickém lapáku(Live 10.11.1990)» 1991
- Michal Tucny — «Odjíždím v dál» 1991
- Michal Tucny — «Snídaně v trávě» 1993
- Michal Tucny — «Šťastné staré slunce» 1994
- Michal Tucny — «Jižanský rok» 1994
- Michal Tucny — «Po cestách toulavých» 1995
- Michal Tucny — «Kosmickej vandr» 1997
- Michal Tucny — «Kdyby tady byla...» 1998
- Michal Tucny — «Tam u nebeských bran» 1999
- Michal Tucny — «Rád se brouzdám rosou» 1999
- Michal Tucny — «Master serie» 2000
- Rattlesnake Annie, Michal Tucny - «Jak to doopravdy bylo» 2001
- Michal Tucny — «Michal Tučný & přátelé» 2005